# Morphna maculata
Morphna maculata är en kackerlacksart som först beskrevs av Brunner von Wattenwyl 1865.  Morphna maculata ingår i släktet Morphna och familjen jättekackerlackor. Inga underarter finns listade i Catalogue of Life.